# Lauren Groff
Lauren Groff (ur. 23 lipca 1978 w Cooperstown w stanie Nowy Jork) – amerykańska pisarka.

## Życiorys
Lauren Groff jest absolwentką Amherst College, w 2006 skończyła także studia magisterskie kreatywnego pisania na Uniwersytecie Wisconsin w Madison.
W 2008 zadebiutowała powieścią The Monsters of Templeton, w której opisała życie w dwutysięcznej społeczności. W drugiej powieści skupiła się na jeszcze mniejszym środowisku – komunie.
Jej trzecia powieść Fatum i Furia zdobyła dużą popularność i spotkała się z przychylnością krytyków: trafiła na listę bestsellerów „The New York Times” i do finału nominacji do nagrody National Book Award oraz została numerem jeden na liście najlepszych książek roku 2015 księgarni Amazon. Powieść została także ulubioną książką roku 2015 prezydenta Baracka Obamy. Prawa do wydania Fatum i Furii zostały sprzedane do trzydziestu krajów.
Teksty Groff ukazały się m.in. w magazynach „The New Yorker” i „The Atlantic” oraz w kilku antologiach najlepszych opowiadań amerykańskich The Best American Short Stories. W 2017 Groff znalazła się na liście najlepszych amerykańskich pisarzy młodego pokolenia magazynu literackiego „Granta Magazine”.
Mieszka na Florydzie, w miejscowości Gainesville, z mężem i dwójką dzieci. Miejsce zamieszkania było inspiracją dla zbioru opowiadań Florida.
Siostra Lauren Groff, Sarah True (z domu Groff), jest triatlonistką z czwartym wynikiem na Letnich Igrzyskach Olimpijskich 2012 w Londynie.

## Twórczość
Powieści
- 2008: The Monsters of Templeton
- 2012: Arcadia – pol.: Arkadia. Wiesław Marcysiak (tłum.). Znak, 2017. ISBN 978-83-240-4540-2. Brak numerów stron w książce
- 2015: Fates and Furies – pol.: Fatum i Furia. Mateusz Borowski (tłum.). Znak, 2016. ISBN 978-83-240-4103-9. Brak numerów stron w książce
- 2021: Matrix[8] – pol.: Wyspa kobiet. Jerzy Kozłowski (tłum.). Wydawnictwo Pauza, 2022. ISBN 978-83-963641-0-4. Brak numerów stron w książce
- 2023: The Vaster Wilds[9]

Zbiory opowiadań
- 2009: Delicate Edible Birds
- 2018: Florida – pol.: Floryda. Dobromiła Jankowska (tłum.). Wydawnictwo Pauza, 2019. ISBN 978-83-952038-8-6. Brak numerów stron w książce

## Nagrody
Debiutancka powieść Groff dostała nominację do Orange Award for New Writers, a dalsza twórczość została dwukrotnie nominowana do nagrody National Book Award. Powieść Fatum i Furia zdobyła nagrody American Booksellers’ Association Indies’ Choice Award for Fiction i Madame Figaro Grand Prix de l’Héroïne oraz była w gronie nominowanych do Kirkus Award i the National Book Critics Circle Award. W 2019 wygrała Story Prize za Florydę.